# Český Újezd
Český Újezd (deutsch Böhmisch Neudörfel, auch Böhmisch Neudörfl) ist ein Ortsteil der Gemeinde Chlumec in Tschechien.

## Geographie
Český Újezd liegt fünf Kilometer nordwestlich des Stadtzentrums von Ústí nad Labem an dessen Stadtrand und gehört zum Okres Ústí nad Labem. Die Ortslage befindet sich am Übergang des Nordböhmischen Beckens zum Böhmischen Mittelgebirge und wird vom Bach Podhořský potok (Rotbach) durchflossen. Südwestlich erhebt sich der Střížovický vrch (Strisowitzer Berg, 341 m), im Süden die Reste des Na Běhání und im Nordwesten eine Abraumkippe. Im Süden wird der Ort von der Bahnstrecke Ústí nad Labem–Chomutov umfahren, dahinter liegen die Restlöcher der Zeche Důl Milada-Petri. Westlich des Ortes verläuft die Autobahn D 8, die nächste Abfahrt 74 Ústí nad Labem-sever befindet sich einen Kilometer nordwestlich von Český Újezd am Kreuz der Autobahn mit der Staatsstraße I/30 von Chlumec nach Ústí nad Labem.
Nachbarorte sind Podhoří im Nordwesten, Všebořice und Střížovice im Osten, Klíše und Předlice im Südosten, Trmice im Süden, Chabařovice im Südwesten sowie Přestanov, Stradov und Chlumec im Nordwesten.
Die umliegenden Dörfer Úžín (Auschina) und Roudné (Raudney) im Norden, Dělouš (Tillisch) im Nordosten, Hrbovice (Herbitz) im Süden und Vyklice (Wiklitz) im Südwesten fielen dem Braunkohlenbergbau zum Opfer.

## Geschichte

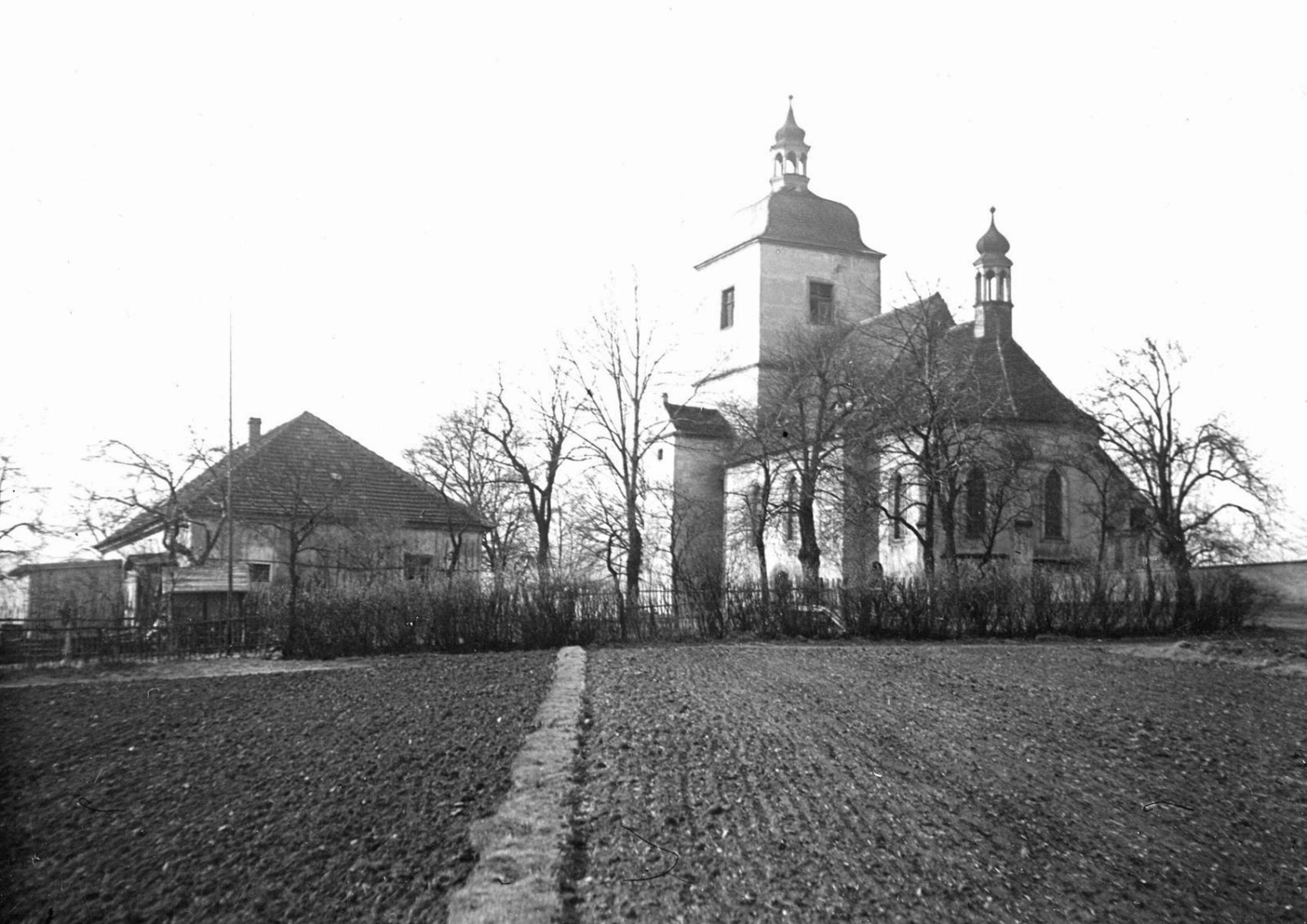
Die St.-Laurentius-Kirche, 1967 gesprengt

Das als Rundling angelegte Dorf ist wahrscheinlich eine slawische Gründung. Die erste schriftliche Erwähnung von Ujezd erfolgte im Jahre 1186, als die Brüder Měšek und Hroznata von Ujezd das Dorf dem Johanniterorden schenkten. Der Orden schlug das Dorf seinen Gütern in Předlice zu. In der nachfolgenden Zeit wurde der Ort als Böhmisch Ujezd, Český Oujezd und auch gelegentlich als Nová Ves bezeichnet. 1547 erwarb Jaroslav Kölbel von Geysing auf Kulm das Dorf und ließ neben der Feste einen Meierhof anlegen. Seit 1570 ist der Name Böhmisch Neudörfel gebräuchlich, er ersetzte ab 1592 den Ortsnamen Český Oujezd gänzlich. Nach der Schlacht am Weißen Berg verließen die protestantischen Kölbel 1623 Böhmen und gingen ins sächsische Exil. In der berní rula von 1654 sind für Böhmisch Neudörfel zehn Kleinbauernwirtschaften und ein Gärtner ausgewiesen, die meisten der Felder gehörten zum Meierhof. Bis zur Mitte des 19. Jahrhunderts blieb Böhmisch Neudörfel immer der Herrschaft Kulm untertänig. Gepfarrt war das Dorf zusammen mit Herbitz und Prödlitz zur Laurenzi-Kirche.
Während der Napoleonischen Kriege lag Böhmisch Neudörfel 1813 am Rande des Schlachtfeldes bei Kulm. Im Dorf standen am 30. August 1813 die österreichischen Truppen unter Hieronymus von Colloredo-Mansfeld, die erfolgreich nach Arbesau gegen die Franzosen vorstießen. Nördlich von Böhmisch Neudörfel hatte der österreichische Brigadegeneral Kolb Stellung bezogen und beschoss die französische Artillerie unter Leone Baptiste Dumonceau.
In der ersten Hälfte des 19. Jahrhunderts entstanden in der Umgebung des Dorfes mehrere Braunkohlenschächte. Nach der Aufhebung der Patrimonialherrschaften bildete Böhmisch Neudörfel / Český Oujezd mit den Ortsteilen Bärenhecke, St. Laurez und Petrischacht ab 1850 eine Gemeinde im Gerichtsbezirk Karbitz bzw. im Bezirk Außig. Ab 1880 wurde der tschechische Name Český Újezd verwendet. Nach dem Münchner Abkommen erfolgte 1938 die Angliederung an das Deutsche Reich. 1939 lebten in der Gemeinde im Landkreis Aussig 268 Menschen. Nach dem Zweiten Weltkrieg wurde die deutsche Bevölkerung vertrieben und Tschechen angesiedelt. 1947 kam die Gemeinde zum Okres Ústí nad Labem-okolí und seit 1961 gehörte sie wieder zum Okres Ústí nad Labem. 1976 wurde das Dorf nach Ústí nad Labem eingemeindet. 1991 hatte der Ort 47 Einwohner. Seit 1999 ist Český Újezd ein Ortsteil der Gemeinde Chlumec.

## Entwicklung der Einwohnerzahl
| Jahr | Einwohnerzahl |
| ---- | ------------- |
| 1869 | 194           |
| 1880 | 213           |
| 1890 | 205           |
| 1900 | 235           |
| 1910 | 243           |

| Jahr | Einwohnerzahl |
| ---- | ------------- |
| 1921 | 266           |
| 1930 | 312           |
| 1950 | 219           |
| 1961 | 148           |
| 1970 | 107           |

| Jahr | Einwohnerzahl |
| ---- | ------------- |
| 1980 | 96            |
| 1991 | 47            |
| 2001 | 67            |
| 2011 | 73            |

## Sehenswürdigkeiten
- Kapelle, der am Dorfplatz unter zwei Kastanien stehende Bau entstand 1901

### Ehemalige Bauwerke
- Laurenzi-Kirche, die auf freiem Feld zwischen Hrbovice und Český Újezd gestandene Pfarrkirche war seit 1352 nachweisbar. In ihr befand sich das Epitaph für Adam Kölbel aus dem Jahre 1591. Die Kirche wurde 1966 für ein Braunkohlentagebauprojekt abgerissen, das nie ausgeführt wurde. An der Stelle der Kirche befindet sich heute die Autobahnabfahrt 72 Ústí nad Labem-Předlice.